# FC Elva
FC Elva er en estisk fodboldklub beliggende i Elva. Klubben spiller i Esiliiga. Klubben blev stiftet den 8. august 2000. Klubben spiller hjemmekampe på Elva linnastaadion, som har en kapacitet på 600 tilskuere.

## Historie
Kkubben blev stiftet den 8. august 2000. I 2022-sæsonen var FC Elva tæt på, at rykke for første gang op til Meistriliiga, men tabte oprykningsplayoffs til TJK Legion.

## Nuværende trup
Sidst opdateret: 4. juli 2024
| Nr. | Land    | Position | Spiller              |
| --- | ------- | -------- | -------------------- |
| 1   | Estland | MM       | Karl Kruus           |
| 2   | Estland | FO       | Henri Härm           |
| 4   | Estland | FO       | Artur Laks           |
| 5   | Estland | FO       | Georg Lani           |
| 6   | Estland | FO       | Veiko Kütt           |
| 7   | Estland | MI       | Andre Paju           |
| 8   | Estland | MI       | Kaarel Tinn          |
| 9   | Estland | AN       | Mauris Villems       |
| 10  | Estland | MI       | Jasper Reilson       |
| 11  | Estland | MI       | Karl Tammeorg        |
| 12  | Estland | MM       | Mikk Markus Jänes    |
| 13  | Estland | AN       | Jasper Toomas Kanter |
| 14  | Estland | FO       | Rokko Vokksepp       |
| 15  | Estland | MI       | Ruuben Jaagant       |

| Nr. | Land    | Position | Spiller          |
| --- | ------- | -------- | ---------------- |
| 16  | Estland | FO       | Martin Thomsen   |
| 17  | Estland | MI       | Jürgen Kuresoo   |
| 18  | Estland | AN       | Kristo Põldsaar  |
| 19  | Estland | AN       | Ekke Lõbu        |
| 21  | Estland | FO       | Anti Ivaste      |
| 22  | Estland | AN       | Peeter Alev      |
| 24  | Estland | MI       | Maario Punder    |
| 25  | Estland | MI       | Nikita Karasjov  |
| 26  | Estland | AN       | Karl-Ernst Saal  |
| 27  | Estland | MI       | Dominic Laaneots |
| 28  | Estland | AN       | Devid Lehter     |
| 30  | Estland | AN       | Karl Vaht        |
| 36  | Estland | FO       | Erik Ilves       |

## Trænerstab
| Jobbeskrivelse | Navn            |
| -------------- | --------------- |
| Manager        | Joonas Horn     |
| Fysioterapeut  | Siim Luik-Arras |